# Rotary Youth Leadership Awards
Rotary Youth Leadership Awards (RYLA) és un programa de lideratge coordinat pels clubs rotaris de tot el món. Cada any, milers de joves participen en aquest programa. Els joves de 13 a 30 anys són patrocinats pels clubs rotaris per assistir a l'esdeveniment organitzat pel comitè distrital del club. Els participants són triats pel seu potencial de lideratge. Els clubs rotaris i el districte rotari cobreixen totes les despeses dels participants. El format de l'esdeveniment varia de districte a districte, però comunament pren la forma d'un seminari, campament o taller per discutir habilitats de lideratge i aprendre aquestes habilitats a través de la pràctica. Els clubs rotaris i els districtes seleccionen als participants i faciliten el pla d'estudis de l'esdeveniment.